# 京阪9000系電車
京阪9000系電車（けいはん9000けいでんしゃ）は、1997年（平成9年）に登場した京阪電気鉄道（京阪）の通勤形電車。

## 投入の経緯
朝ラッシュ時の特急の枚方市駅停車に伴う混雑の緩和および輸送力増強、さらには遠距離通勤者に対する着席サービスの提供を目的として1997年（平成9年）に8両編成×5本（40両）が新製された。ラッシュ時の特急（臨時運用を含む）と通勤形が使用される急行から普通までの運用の双方に使用できる汎用形（近郊形の一種ともいえる）として、側扉は片側3か所、車内の座席配置はセミクロスシートで製造された。

## 車体・機器
車体や電装品は7200系をベースとしている。車体はアルミ製で、前面デザインも7200系をベースとしているが、7200系と比べると、車端部側の扉が100 mmずつ端に寄っており、窓の寸法も異なっている。また、編成の構成も異なっており、簡易運転台の数、一部の搭載機器が異なる。
カラーリングは従来の通勤形をベースとしているが、本系列は「特急兼用車」という位置付けであり、在来の通勤形車両と区別するために、緑2色の境目にパステルブルー■のラインが入っていた。
制御装置はGTOサイリスタ式のVVVFインバータ制御である。台車は、電動車が軸梁式の KW77C 、付随車が FS517C である。

## 製造当初の内装
座席の配置は、車体中央を境として集団離反向きの固定クロスシートを設置したうえで、ドア付近の一部はロングシートを配置した、セミクロスシートとされた。クロスシートの座席は、ノルウェーのエクネス社製が採用された。中央扉の両脇と各車両に設けられた車椅子スペースの横には補助椅子も設置された。なお、ロングシートとクロスシートとの境目に半透明のスクリーンが設けられていたが、これは窓側クロスシートの乗客とロングシートの乗客の視線が合わないようにしていたためである。
また、登場当初は、車内ドア上部に、7200系と同様に、蛍光表示管に文字を表示させてその下部に停車駅をLED式ランプで点灯させる路線図式の案内表示器が設置されていた。しかし、この表示器は、機器の老朽化に加えて中之島線への対応が煩雑になることから、2005年（平成17年）3月の9005Fを皮切りとして2007年（平成19年）9月までに、列車種別・行先、次の停車駅、お知らせなどを表示するLED式の表示器に交換されている。なお、2006年2月以降、2008年（平成20年）10月15日まで車内広告はジャック広告が採用されていた（現在は、3000系 (2代)の車内広告がジャック広告となっている）。

## 製造
| ← 出町柳淀屋橋・中之島 → | ← 出町柳淀屋橋・中之島 → | ← 出町柳淀屋橋・中之島 → | ← 出町柳淀屋橋・中之島 → | ← 出町柳淀屋橋・中之島 → | ← 出町柳淀屋橋・中之島 → | ← 出町柳淀屋橋・中之島 → | ← 出町柳淀屋橋・中之島 → | ← 出町柳淀屋橋・中之島 → | ← 出町柳淀屋橋・中之島 → |
| ------------------------ | ------------------------ | ------------------------ | ------------------------ | ------------------------ | ------------------------ | ------------------------ | ------------------------ | ------------------------ | ------------------------ |
| 形式                     | ◇ 9000 （Mc）            | 9500 （T）               | 9700 （T）               | ◇ 9100 （M）             | ◇ 9150 （M）             | 9550 （T）               | 9650 （T）               | ◇ 9050 （Mc）            | 竣工                     |
| 車両番号                 | 9001                     | 9501                     | 9601                     | 9101                     | 9151                     | 9551                     | 9651                     | 9051                     | 1997/01/27               |
| 車両番号                 | 9002                     | 9502                     | 9602                     | 9102                     | 9152                     | 9552                     | 9652                     | 9052                     | 1997/02/14               |
| 車両番号                 | 9003                     | 9503                     | 9603                     | 9103                     | 9153                     | 9553                     | 9653                     | 9053                     | 1997/03/05               |
| 車両番号                 | 9004                     | 9504                     | 9604                     | 9104                     | 9154                     | 9554                     | 9654                     | 9054                     | 1997/03/18               |
| 車両番号                 | 9005                     | 9505                     | 9605                     | 9105                     | 9155                     | 9555                     | 9655                     | 9055                     | 1997/06/19               |

## 改造

### 通勤形車両への改造
本系列の特徴であったクロスシートは8000系と違い転換式ではなかったことや、本系列独特の座席配置が特に京阪間直通客には不評であったことから、まず、2002年（平成14年）に9005Fの中間車両のうち付随車4両が試験的に10000系タイプのオールロングシートに改造された。改造に際しては、車椅子スペースの補助席も撤去されている。また、同時に転落防止幌も設置されている。
2008年（平成19年）10月19日の中之島線開業に伴う、転換クロスシートを備えた3000系 (2代)の投入にあわせたカラーデザイン変更において、本系列は3ドア・ロングシートの一般車両（シティ・コミューター）の一翼を担うこととなり、まず9005Fが2008年（平成20年）12月5日に塗色変更のうえ全座席がバケット型ロングシートに格下げ改造され、以後、2009年（平成21年）3月19日に9001F、同年7月23日に9002F、同年9月10日に9004F、2010年（平成22年）1月21日に9003Fがそれぞれ改造と塗色変更を実施され、完全な通勤形車両となった。なお、改造の際に撤去されたクロスシートは寝屋川車庫で開催される「ファミリーレールフェア」で一般向けに販売されたほか、伊賀鉄道200系電車（元東急1000系電車）の座席にも転用された。また、改造の際に、パワーウィンドウ、ドアカットスイッチが撤去された。改造2本目の9001F以降は、ドアカット表示器（各車両中央扉脇）の撤去も行われ、後に9005Fも撤去された。また、ドアスペースのつり革は新造当時は7200系同様はね上げ機構を備えていた（2023年（令和5年）時点で最後の採用系列）が、この改造の際に機構のない短いタイプに取り替えられている。

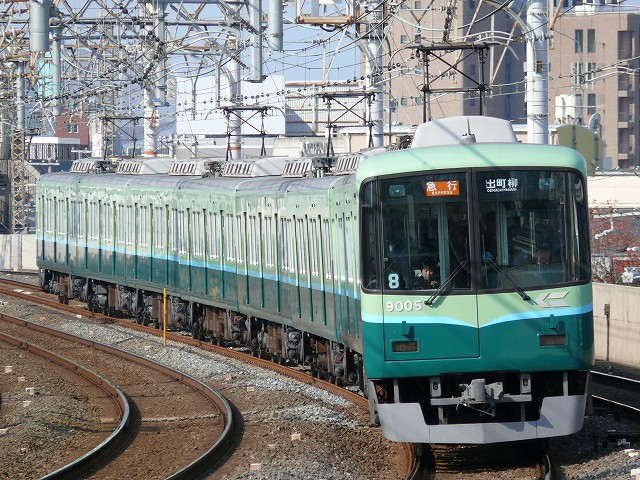
旧塗装・セミクロスシート時代の9000系 （2007年11月18日 西三荘駅）
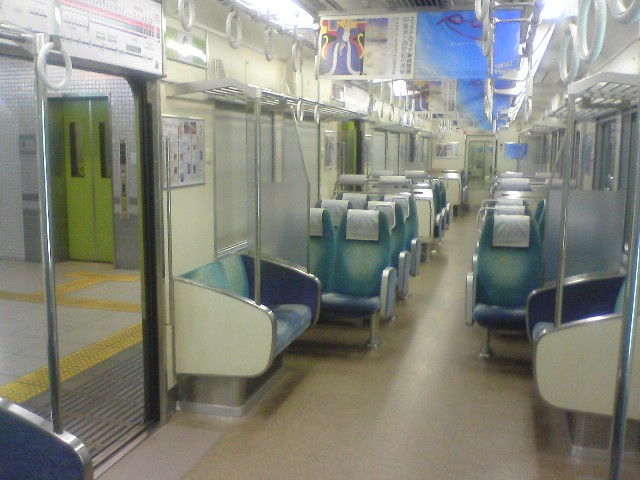
旧塗装・セミクロスシート時代の車内の様子 （出町柳駅）
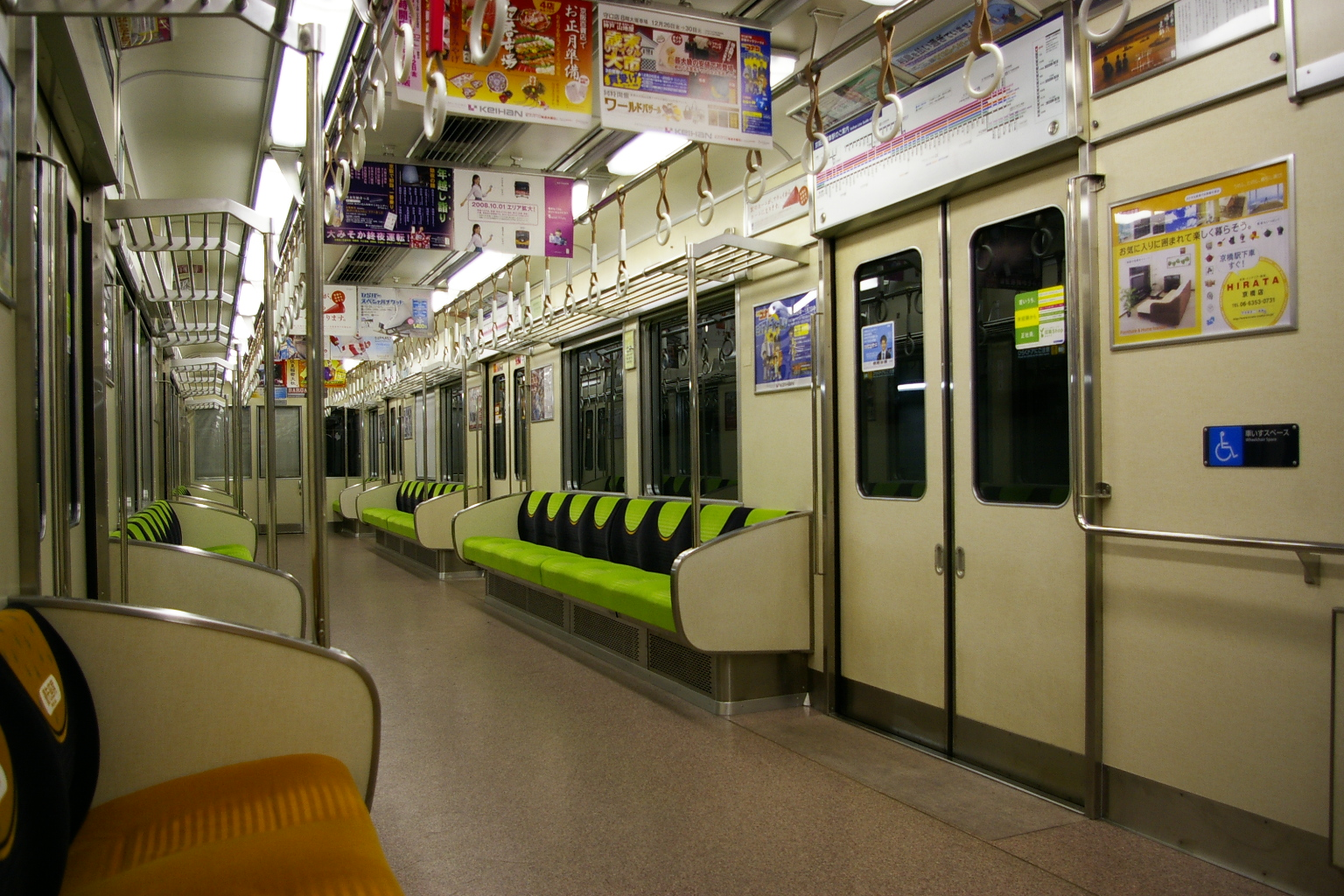
オールロングシート・新塗色化された9005編成の車内の様子
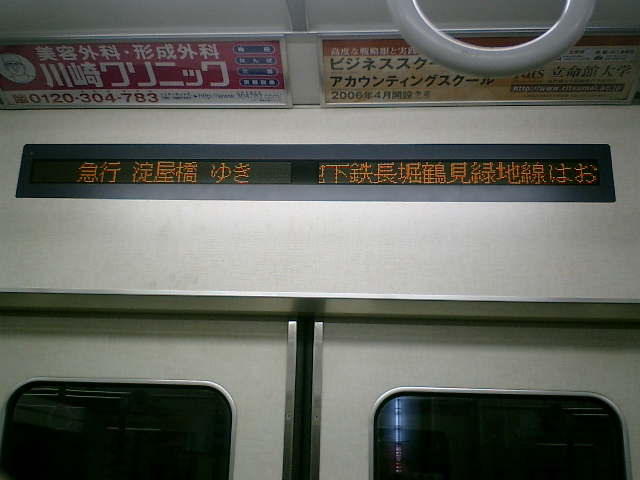
LEDの車内案内表示装置 （路線図式表示器撤去後）

### 組成変更と10000系への編入

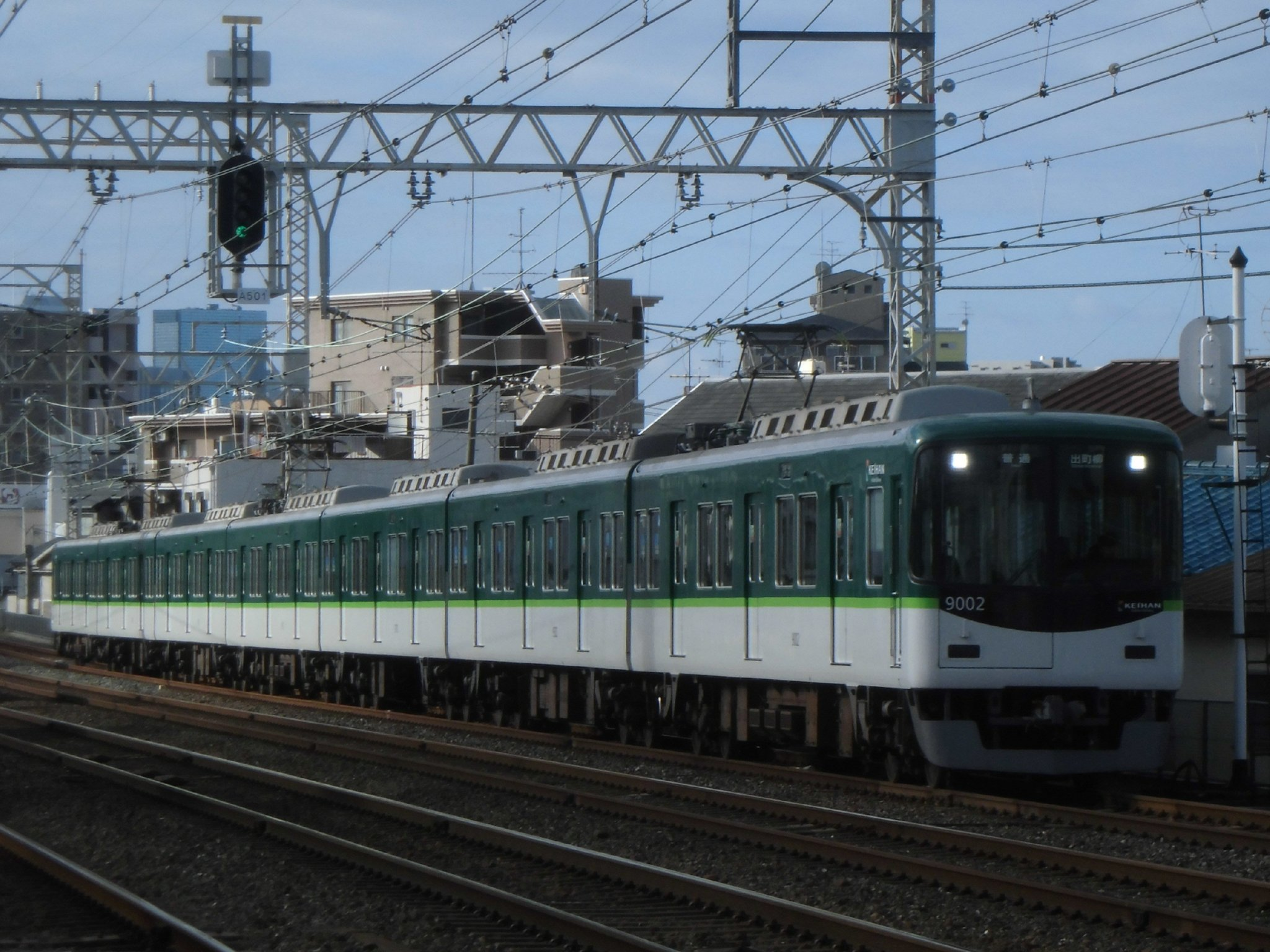
組成変更後の9002F

2015年（平成27年）3月に9001Fが、4月に9002Fが、中間車の9600形を抜かれて本系列初の7両編成となった。この際、9100形が電装解除されたうえで9700形に改番された。組成変更後は7200系の7両編成と同様の3M4Tとなっている。7両編成化後の編成は以下のとおりである。
- 9001-9501-9701+9151-9551-9651-9051
- 9002-9502-9702+9152-9552-9652-9052

9001F・9002Fの7両編成化の際に編成から抜かれた9601・9602は寝屋川車庫で留置されていたが、2016年（平成28年）に7200系7301とともに車両番号を変更のうえで10000系の10001Fに組み込まれて、同編成は7両編成となった。車両番号の変更は以下のとおりである。また、組み込みに際して座席のモケットが13000系と同じタイプに変更された。
- 9601→10701
- 9602→10751

また、2016年（平成28年）11月に9004Fが、2017年（平成29年）1月に9003Fが7両編成となった。これによって9603・9604は寝屋川車庫で留置されていたが、2017年（平成29年）に7200系7302とともに車両番号を変更のうえで10000系の10002Fに組み込まれて、同編成は7両編成となった。車両番号の変更は以下のとおりである。
- 9603→10702
- 9604→10752

9005Fについては2017年（平成29年）以降も8両編成のまま運用されていたが、2024年（令和6年）4月に7両編成に組み替えられ、9000系の8両編成は消滅した。編成から抜かれた9605は2025年（令和7年）現在、寝屋川車庫に留置されている。

### その他の改造工事

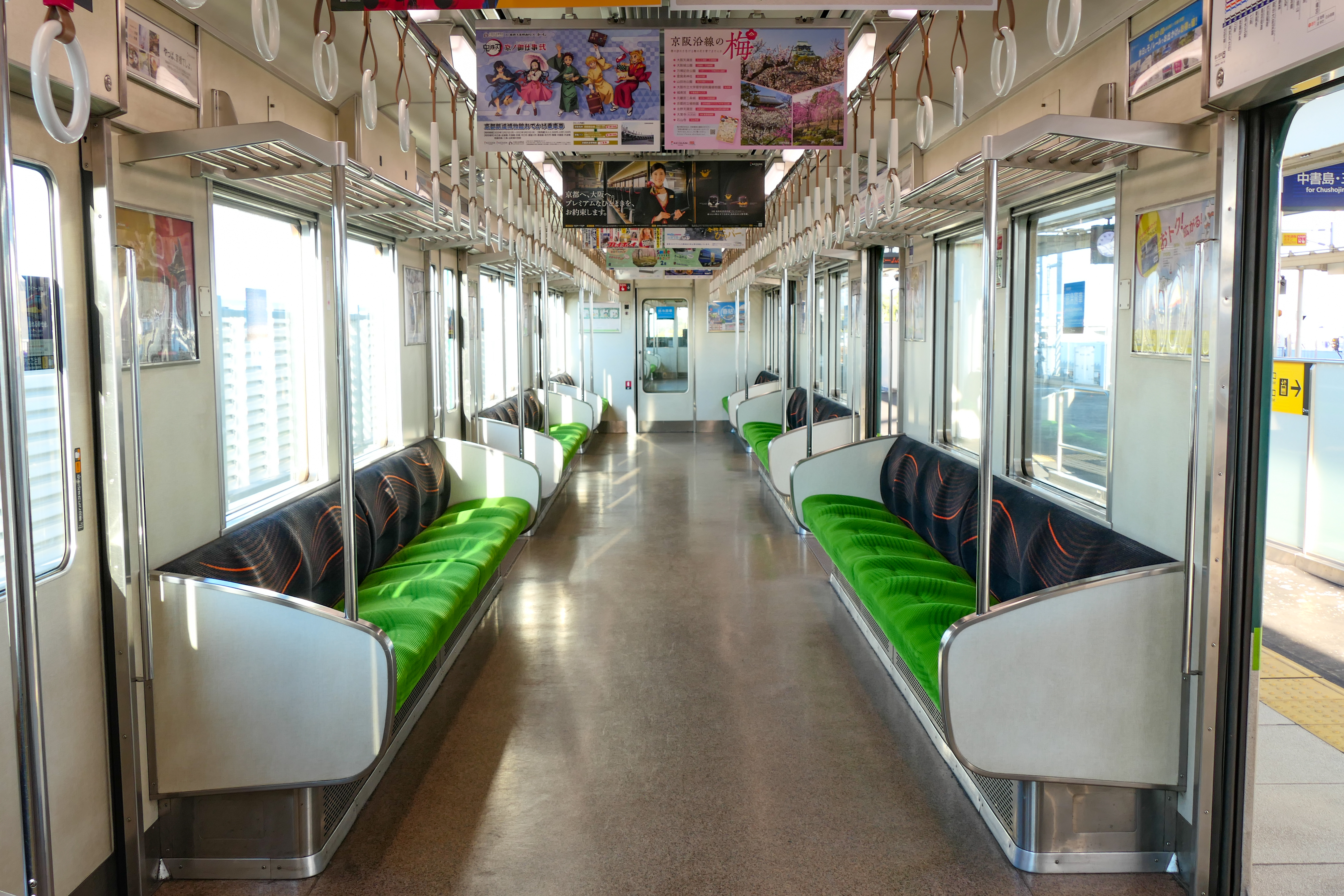
13000系と同じ座席モケットに変更された車内

- 9003Fは、2014年（平成26年）1月の検査の際、座席のバケットの形状はそのままでモケットが13000系と同様のタイプのものに張り替えられている。続いて9004Fも2015年（平成27年）に、9005Fも2016年（平成28年）に同様の改造がなされた。
- 2015年（平成27年）には全編成の前照灯がLED式のものに交換された。
- 車内灯はLED化されているが、従来通りカバーが付いている。

## 運用の変遷
1997年（平成9年）3月22日のダイヤ改定では、朝ラッシュ時の枚方市停車の淀屋橋行き特急に集中運用され、昼間時でも急行などとして幅広く運用されていた。運用開始当初は、枚方市駅停車の淀屋橋行き特急以外の特急として充当される際は各車両の中央扉のみドアカットを行い、2扉車として運用していた。
1999年（平成11年）から2003年（平成15年）まで、淀屋橋駅 - 淀駅間で運行されていた京都競馬場観戦客向け臨時列車「淀快速ターフィー号」に充当されたこともある。また2003年（平成15年）までの正月ダイヤでは8000系がフル稼働となったために代用特急での運用もあった。
2003年（平成15年）9月6日のダイヤ改定で昼間時の特急が10分毎に増発され、停車駅に枚方市駅・樟葉駅が追加された。それに伴い8000系および3000系（初代）では昼間時の特急の全運用を賄いきれないこととラッシュ時と昼間時の列車の移り変わりの運用の関係から平日朝ラッシュ時は主にK特急で運用され、昼間は主に特急として運用されていた。日中の特急のうち3本に1本の割合で本系列での運用が割り当てられ、その他の時間帯は淀屋橋 - 出町柳間運転の急行を中心に運用され、準急や普通の運用に就くものもあった。なお、特急のドアカットの取り扱いは中止され、常時3扉の状態で運用されることとなった。同時に座席モケットの更新も実施され、従来とは違うバケットタイプのものに変更された。
2006年（平成18年）4月16日改定時点では5本中4本がラッシュ時の下りK特急に運用されていたが、当時は全編成セミクロスシート車であるため、出町柳を7:00 - 7:30の間に発車する最混雑時間帯の下りK特急3本はロングシート車が、その直前および直後を走る3扉のK特急4本に9000系が充当される運用であった。また、残りの1本も予備車の活用スジとして、寝屋川車庫から普通として出庫し、淀屋橋 - 出町柳間を上り急行→下り特急と1往復した後に再び車庫に戻る運用に就いている。その後、4本が日中の特急運用のほか、車両運用の都合上枚方市駅 - 淀屋橋駅間の急行1往復にも充当されるなど、ほぼフル稼働で運用されているので実質的に予備車が存在しなかった。そのため、検査や部品交換の時期になると6000系や7200系（8両編成のみ）による代走が特定の特急運用において行われていた。
2008年（平成20年）10月19日改定以降、全線通しの特急運用は朝と夕方以降のみに縮小され、朝の時間帯は主に3扉車特急・快速急行系優等種別運用の8両編成グループの一員に組み込まれることとなった。また、ロングシート化工事の進展に伴い2009年（平成21年）9月12日改定以降は本系列の限定運用が解除され、6000系・7200系の8両編成との完全な共通運用が組まれることとなった。このため、平日昼間および土曜・休日ダイヤの大半の時間帯には樟葉駅以東ではあまり運用されなくなっている（3000系の入場時の特急への代走による充当程度）。
前述のとおり7両編成化されたことに伴い、特急運用に就くことはなくなっているが、8両編成時代は比較的少なかった準急、普通運用に入ることが増え、京都口に入線することも増えている。ただし8000系がプレミアムカー改造のため7両編成で運用されていた時期には、8000系の運用の状況によってごく稀ではあるが特急運用に入ることがあった。
中之島線開業初日には初の特急枚方市行きに9001F、深夜急行に9002Fが充当された。

## 特別塗色・ラッピングなど

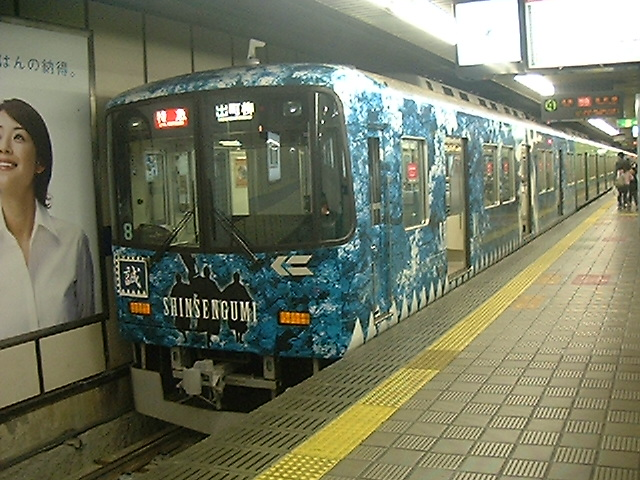
9004F「新選組!」ラッピング車両

9004Fは、2004年（平成16年）に放映されたNHK大河ドラマ『新選組!』のラッピングを施し、同年3月から12月まで運行された。

## 編成表
2025年（令和7年）4月1日現在。
| ← 出町柳淀屋橋・中之島 → | ← 出町柳淀屋橋・中之島 → | ← 出町柳淀屋橋・中之島 → | ← 出町柳淀屋橋・中之島 → | ← 出町柳淀屋橋・中之島 → | ← 出町柳淀屋橋・中之島 → | ← 出町柳淀屋橋・中之島 → | ← 出町柳淀屋橋・中之島 → | ← 出町柳淀屋橋・中之島 → | ← 出町柳淀屋橋・中之島 → | ← 出町柳淀屋橋・中之島 → |
| ------------------------ | ------------------------ | ------------------------ | ------------------------ | ------------------------ | ------------------------ | ------------------------ | ------------------------ | ------------------------ | ------------------------ | ------------------------ |
| 形式                     | ◇ 9000 （Mc1）           | 9500 （T1）              | 9700 （T6）              | ◇ 9150 （M3）            | 9550 （T3）              | 9650 （T4）              | ◇ 9050 （Mc2）           | ロングシート化           | 7両編成化                | 備考                     |
| 搭載機器                 | VVVF                     | SIV                      | CP                       | VVVF                     | SIV                      | CP                       | VVVF                     | ロングシート化           | 7両編成化                | 備考                     |
| 車両番号 （旧車番）      | 9001                     | 9501                     | 9701 （9101）            | 9151                     | 9551                     | 9651                     | 9051                     | 2009/03                  | 2015/03/13               |                          |
| 車両番号 （旧車番）      | 9002                     | 9502                     | 9702 （9102）            | 9152                     | 9552                     | 9652                     | 9052                     | 2009/07                  | 2015/04/16               |                          |
| 車両番号 （旧車番）      | 9003                     | 9503                     | 9703 （9103）            | 9153                     | 9553                     | 9653                     | 9053                     | 2010/01                  | 2017/01/20               |                          |
| 車両番号 （旧車番）      | 9004                     | 9504                     | 9704 （9104）            | 9154                     | 9554                     | 9654                     | 9054                     | 2009/09                  | 2016/12/12               |                          |
| 車両番号 （旧車番）      | 9005                     | 9505                     | 9705 （9105）            | 9155                     | 9555                     | 9655                     | 9055                     | 2008/12                  | 2024/04/08               |                          |

| 形式     | 9600 （T2） | 竣工       | 備考 |
| 搭載機器 | CP          | 竣工       | 備考 |
| 車両番号 | 9605        | 1997/06/19 |      |

凡例
- VVVF：制御装置
- SIV：補助電源
- CP：空気圧縮機
- ◇：集電装置